# Marius Grundmann
Marius Grundmann (* 14. November 1964 in Berlin) ist ein deutscher Physiker, Hochschullehrer und seit 2002 Direktor des Felix-Bloch-Instituts für Festkörperphysik der Universität Leipzig.

## Leben
Grundmann besuchte von 1970 bis 1974 die Grundschule in Berlin-Schmargendorf. 1974 wechselte er an das Gymnasium zum Grauen Kloster, wo er 1982 sein Abitur machte. Grundmann begann 1983 sein Studium der Physik an der Technischen Universität Berlin, welches er 1988 mit der Diplomarbeit Pseudomorphe Quantentöpfe und exzitonische Effekte und der Gesamtnote sehr gut abschloss. 1984 wurde er bei der Studienstiftung des deutschen Volkes aufgenommen. Ab 1988 bis 1991 folgte die Promotion an der TU Berlin bei Dieter Bimberg, welche er mit dem Thema Heteroepitaxie von InP auf Si und der Gesamtnote summa cum laude abschloss. Nach Anstellungen als wissenschaftlicher Mitarbeiter und als Postdoktorand in den USA, folgte von 1992 bis 1994 ein Habilitations-Stipendiat der Deutschen Forschungsgemeinschaft. Von 1994 bis 2000 wirkte Grundmann als Oberingenieur am Institut für Festkörperphysik der TU Berlin. In dieser Zeit habilitierte er sich 1995, worauf ihm 1996 die Lehrbefugnis verliehen wurde.
Im Jahre 2000 wurde Grundmann in das Heisenberg-Programm aufgenommen, worauf er im gleichen Jahr als Professor an die Universität Leipzig berufen wurde. Seit 2002 ist er Direktor des Institut für Experimentelle Physik II der Universität Leipzig. In dieser Zeit war er in verschiedenen internationalen Forschungsvorhaben als Sprecher oder Koordinator tätig. 2023 wurde er in den
Senat der Deutschen Forschungsgemeinschaft gewählt.

## Schriften und Veröffentlichungen
Grundmann hat über 450 Veröffentlichungen und 3 Fachbücher verfasst. Er hat, basierend auf Google Scholar, einen h-Index von 91.
Fachbücher:
- The Physics of Semiconductors: An Introduction Including Nanophysics and Applications (= Graduate Texts in Physics). 4. Auflage. Springer International Publishing, Cham 2021, ISBN 978-3-03051568-3, doi:10.1007/978-3-030-51569-0 (englisch).
- Marius Grundmann (Hrsg.): Nano-Optoelectronics (= Phaedon Avouris, Klaus von Klitzing, Hiroyuki Sakaki, Roland Wiesendanger [Hrsg.]: NanoScience and Technology). Springer Berlin Heidelberg, Berlin / Heidelberg 2002, ISBN 3-642-62807-9, doi:10.1007/978-3-642-56149-8 (englisch).

## Mitgliedschaften
Grundmann ist Mitglied folgender Vereinigungen:
- Deutsche Physikalische Gesellschaft (DPG)
- American Physical Society (APS)
- Material Research Society (MRS)
- Deutscher Hochschulverband (DHV)
- Leibniz-Institut für Oberflächenmodifizierung e.V., Leipzig (IOM)
- Ordentliches Mitglied der Sächsischen Akademie der Wissenschaften (2016)

## Auszeichnungen und Ehrungen
- 1992 Carl-Ramsauer-Preis (für die Dissertation)[1]
- 1996 Akademiepreis der Berlin-Brandenburgischen Akademie der Wissenschaften[1]
- 1998 Gerhard-Hess-Preis der Deutschen Forschungsgemeinschaft[1]
- 1998 Heinz-Maier-Leibnitz-Preis der DFG und des BMBF[1]
- 2011 Leipziger Wissenschaftspreis der Sächsischen Akademie der Wissenschaften[1]
- 2020 Rudolf-Jaeckel-Preis der Deutschen Vakuumgesellschaft[4]